# Albert (Automarke)

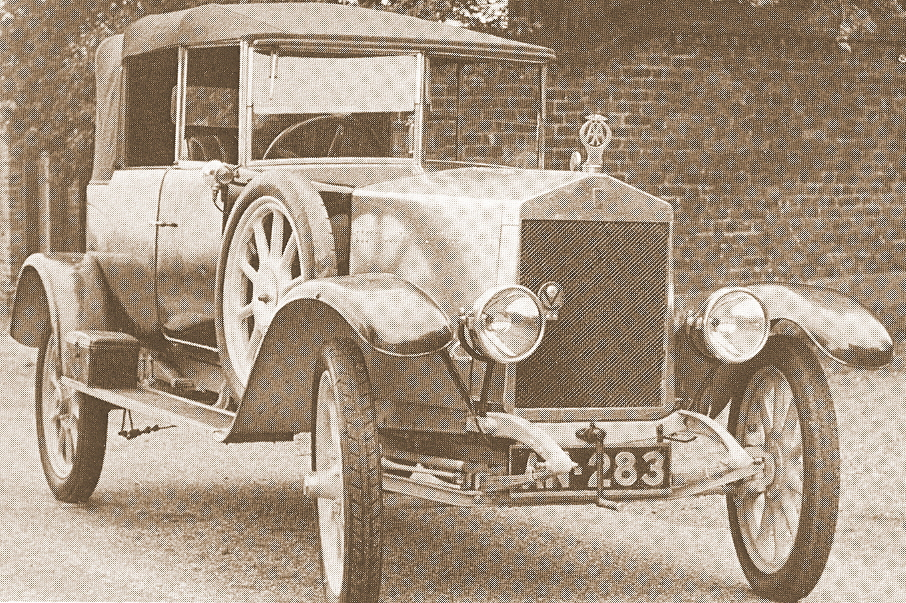
Albert 11.9 hp G3 (1920)

Albert war eine britische Automobilmarke, die 1920–1924 bei der Gwynne Engineering Co. Ltd. in Chiswick in London produziert wurde.
Es entstand nur ein Modell, der 11.9 hp G3. Der leichte Wagen besaß einen Vierzylinder-Reihenmotor mit 1.496 cm³ Hubraum und obenliegenden Ventilen, der 26 bhp (19 kW) abgab.
Daneben wurden von der Firma auch Fahrzeuge unter eigenem Namen gefertigt.

## Modelle
| Modell     | Bauzeitraum | Zylinder | Hubraum  | Leistung       | bei Drehzahl | Radstand     |
| ---------- | ----------- | -------- | -------- | -------------- | ------------ | ------------ |
| 11.9 hp G3 | 1920–1924   | 4 Reihe  | 1496 cm³ | 26 bhp (19 kW) | 2200 min−1   | 2794–2896 mm |

## Quelle
- David Culshaw & Peter Horrobin: The Complete Catalogue of British Cars 1895–1975. Veloce Publishing plc. Dorchester (1999).  ISBN 1-874105-93-6